# Hebecnema anthracina
Hebecnema anthracina är en tvåvingeart som beskrevs av Stein 1908. Hebecnema anthracina ingår i släktet Hebecnema och familjen husflugor.
Artens utbredningsområde är Madeira. Inga underarter finns listade i Catalogue of Life.